# Casa do Remexido
A Casa do Remexido é um edifício histórico na vila de São Bartolomeu de Messines, no concelho de Silves, região do Algarve, em Portugal. Foi local de residência de José Joaquim de Sousa Reis, mais conhecido como Remexido e que participou na Guerra Civil Portuguesa, no século XIX.

## História e descrição
O edifício situa-se no centro histórico da vila de Messines, nas proximidades da Igreja Matriz. A casa apresenta uma traça típica algarvia dos princípios do século XX, tendo uma placa na chaminé com a data de 1916. Tem um planta de forma rectangular, sendo composta por um volume simples com dois pisos, com um telhado de quatro águas forrado a telha portuguesa, com beirado duplo. A fachada principal, voltada para Sul, é aberta por quatro portas e uma janela de forma rectangular no rés-do-chão, enquanto que o primeiro andar tem quatro janelas, duas de peitoril e duas de sacada. O lado oriental é rasgado por um portal central e uma janela no piso térreo, e por duas janelas no primeiro andar. Todas as portas e janelas possuem molduras em cantaria que foram pintadas em tons vermelhos, da mesma cor do que uma faixa pintada ao longo de todas as paredes exteriores, ao nível do solo. Destaca-se o elemento da chaminé, de planta rectangular e encimada por um pombal, e decorada com motivos circulares.
Apesar da sua aparência geral dos princípios do século XX, a casa é muito mais antiga, tendo sido a residência de José Joaquim de Sousa Reis, conhecido como Remexido, que comandou forças de guerrilha miguelistas durante e após a Guerra Civil Portuguesa, durante a primeira metade do século XIX. O edifício sofreu algumas alterações ao longo dos anos, tendo por exemplo sido alargada a janela do piso térreo, na fachada oriental.
Em 9 de Outubro de 2009, a Câmara Municipal de Silves fez uma proposta para classificar o edifício como Imóvel de Interesse Público, alvitre que foi rejeitado pela Direcção Regional de Cultura em 24 de Novembro desse ano, por não considerar que tinha valor nacional. Assim, a própria autarquia classificou o edifício como Imóvel de Interesse Municipal, através do edital n.º 25/2010, de 9 de Março.